# Hood: Outlaws & Legends
Hood: Outlaws & Legends è un videogioco d'azione sviluppato da Sumo Newcastle e pubblicato da Focus Home Interactive per PlayStation 5, PlayStation 4, Xbox Series X/S, Xbox One e Microsoft Windows il 10 maggio del 2021.

## Accoglienza

### Critica
Secondo Metacritic, il gioco ha ricevuto recensioni miste.